# Champagnole
Champagnole là một xã trong vùng hành chính Franche-Comté, thuộc tỉnh Jura, quận Lons-le-Saunier, tổng Champagnole. Tọa độ địa lý của xã là 46° 44' vĩ độ bắc, 05° 54' kinh độ đông. Champagnole nằm trên độ cao trung bình là 538 mét trên mặt nước biển, có điểm thấp nhất là 476 mét và điểm cao nhất là 783 mét. Xã có diện tích 20.18 km², dân số vào thời điểm 2005 là 8296 người; mật độ dân số là 411 người/km².

## Thông tin nhân khẩu
| 1962  | 1968  | 1975   | 1982  | 1990  | 1999  | 2005  | 2008  | 2010  |
| ----- | ----- | ------ | ----- | ----- | ----- | ----- | ----- | ----- |
| 7.531 | 9.273 | 10 293 | 9.713 | 9.250 | 8.616 | 8.296 | 8.098 | 8.077 |

## Địa điểm tham quan
Nhà thờ của làng Saint-Cyr-et-Sainte-Julitte được xây năm 1750. Tòa thị chính được xây năm 1830 theo phong cách Tân cổ điển.

## Thành phố kết nghĩa
- Gottmadingen, Đức
- Dukinfield, Anh